# Brinton (Norfolk)
Pour les articles homonymes, voir Brinton.
Brinton est un village et une paroisse civile du Norfolk, en Angleterre.